# Villars-les-Bois

Villars-les-Bois este o comună în departamentul Charente-Maritime, Franța. În 1 ianuarie 2022 avea o populație de 240 de locuitori.